# Mauricinho (giocatore di beach soccer)
Maurício Pereira Braz de Oliveira, meglio noto come Mauricinho (Rio de Janeiro, 9 dicembre 1989), è un giocatore di beach soccer brasiliano, attaccante del Kristall e della Nazionale brasiliana di Beach soccer.

## Carriera
Con la nazionale brasiliana si è laureato campione del mondo nel 2017 e nel 2024.